# Dutch International 2001
Die Dutch International 2001 im Badminton fanden vom 29. März bis zum 1. April 2001 in Wateringen statt. Es war die 2. Austragung der Titelkämpfe.

## Sieger und Platzierte
| Disziplin    | Gold                                   | Silber                            | Bronze                               |
| ------------ | -------------------------------------- | --------------------------------- | ------------------------------------ |
| Herreneinzel | Przemysław Wacha                       | Björn Joppien                     | Niels Christian Kaldau               |
| Herreneinzel | Przemysław Wacha                       | Björn Joppien                     | Per-Henrik Croona                    |
| Dameneinzel  | Yao Jie                                | Mia Audina                        | Nicole Grether                       |
| Dameneinzel  | Yao Jie                                | Mia Audina                        | Tracey Hallam                        |
| Herrendoppel | Mathias Boe Thomas Hovgaard            | Martin Delfs Jonas Glyager Jensen | Michael Keck Joachim Tesche          |
| Herrendoppel | Mathias Boe Thomas Hovgaard            | Martin Delfs Jonas Glyager Jensen | Thomas Røjkjær Jensen Tommy Sørensen |
| Damendoppel  | Erica van den Heuvel Nicole van Hooren | Yuan Wemyss Sandra Watt           | Natalie Munt Liza Parker             |
| Damendoppel  | Erica van den Heuvel Nicole van Hooren | Yuan Wemyss Sandra Watt           | Nicole Gordon Rebecca Gordon         |
| Mixed        | Chris Bruil Lotte Jonathans            | Tijs Creemers Betty Krab          | Morten Hansen Helle Nielsen          |
| Mixed        | Chris Bruil Lotte Jonathans            | Tijs Creemers Betty Krab          | Kristof Hopp Kathrin Piotrowski      |

## Finalergebnisse
| Disziplin    | Sieger                                 | Finalist                          | Ergebnis          |
| ------------ | -------------------------------------- | --------------------------------- | ----------------- |
| Herreneinzel | Przemysław Wacha                       | Björn Joppien                     | 15-9, 17-15       |
| Dameneinzel  | Yao Jie                                | Mia Audina                        | 9-11, 11-1, 13-10 |
| Herrendoppel | Mathias Boe Thomas Hovgaard            | Martin Delfs Jonas Glyager Jensen | 15-4, 15-9        |
| Damendoppel  | Nicole van Hooren Erica van den Heuvel | Yuan Wemyss Sandra Watt           | 15-4, 15-7        |
| Mixed        | Chris Bruil Lotte Jonathans            | Tijs Creemers Betty Krab          | 15-1, 15-1        |